# Лепін Андрій Генріхович
Андрій Генріхович Лепін (Лієпіньш) (нар. 1896, Унгермуйська волость Двинського повіту Вітебської губернії, тепер Латвія — розстріляний 29 липня 1938, місто Москва) — радянський діяч органів НКВС, начальник Управління прикордонних і внутрішніх військ НКВС Української РСР, комдив. Член ВУЦВК. Кандидат у члени ЦК КП(б)У в січні 1934 — травні 1937 р. Член ЦК КП(б)У в червні 1937 — квітні 1938 р. Депутат Верховної Ради СРСР 1-го скликання.

## Біографія
Народився в латиській родині залізничних робітників. З дванадцятирічного віку наймитував. Закінчив початкову школу та в 1917 році — Вольмарську вчительську семінарію.
У 1917 році мобілізований до російської армії. У 1917 році закінчив Одеську школу прапорщиків. Учасник Першої світової війни, служив командиром взводу латиського стрілецького полку, мав звання прапорщика. Наприкінці 1917 року обраний комісаром роти латиського стрілецького полку в місті Юр'єві (Тарту).
З 1918 року — у Червоній армії, служив інструктором повітового військового комісаріату.
Член РКП(б) з червня 1918 року.
З серпня 1918 року — військовий комісар Велико-Лузького повіту. Учасник громадянської війни в Росії. У 1919 році служив військовим комісаром полку, комісаром бригади, комісаром штабу дивізії РСЧА на Псковському фронті проти військ генерала Юденича.
З 1919 року навчався в Академії Генерального штабу РСЧА. Під час навчання у 1920 році був командирований на Північний Кавказ, де брав участь у ліквідації десанту генерала Улагая. У 1921 році брав участь у придушенні селянського повстання Антонова в Тамбовській губернії.
У березні 1922 році закінчив Академію Генерального штабу РСЧА.
З березні 1922 року — помічник начальника штабу військ ОДПУ. У березні 1926 — вересні 1930 року — помічник начальника Особливого відділу ОДПУ СРСР.
У вересні 1930 — жовтні 1931 року — повноважний представник ОДПУ по Західній області РРФСР.
У жовтні 1931 — 1932 року — заступник начальника мобілізаційного відділу ОДПУ СРСР. З 1932 року — заступник начальника Головного управління прикордонної і внутрішньої охорони ОДПУ СРСР.
У січні 1934 — січні 1938 року — начальник Управління прикордонних і внутрішніх військ НКВС Української РСР. Офіційно звільнений із НКВС 11 березня 1938 року.
15 лютого 1938 року заарештований органами НКВС. 29 липня 1938 року засуджений до розстрілу. Вирок виконаний того ж дня, похований на цвинтарі Комунарки біля Москви. Посмертно реабілітований 25 серпня 1956 року.

## Звання
- прапорщик російської армії
- комдив (23.12.1935)

## Нагороди
- орден Червоного Прапора (8.06.1923)
- орден Червоної Зірки (14.02.1936)
- два знаки «Почесний працівник ВЧК—ДПУ»